# Diouloulou
Diouloulou ist eine kleine Stadt im Südwesten Senegals. Sie liegt im Département Bignona der Region Ziguinchor.

## Geographische Lage
Diouloulou liegt im Westen der Casamance, 15 Kilometer landeinwärts der Atlantikküste und 48 Kilometer vom Casamance-Fluss entfernt, von dessen Mündungstrichter der der Gezeitenströmung ausgesetzte stark mäandrierende und vielfach verzweigte Marigot de Diouloulou weit nach Norden reicht und sich östlich der Stadt verliert.
Die Stadt liegt 48 Kilometer nordwestlich der Départementspräfektur Bignona und 62 Kilometer nordnordwestlich der Regionalpräfektur Ziguinchor. Gambia im Norden ist 14 Kilometer entfernt und bis zur gambischen Hauptstadt Banjul sind es 47 Kilometer.

## Geschichte
Das Dorf Diouloulou war Hauptort der Landgemeinde communauté rurale de Diouloulou sowie des Arrondissements Diouloulou. 2008 erlangte der Ort den Status einer Commune (Stadt). Damit verbunden war die Ausgliederung des Stadtgebietes aus dem Gebiet der Landgemeinde und des Arrondissements, deren Hauptort und Namensgeber fortan das Dorf Kataba 1 war. Das Stadtgebiet schließt die Dörfer Djibaly, Bandiankoto, Missira, Brikamanding 2, Aïnoumane und Santhiba mit ein.

## Bevölkerung
Die letzten Volkszählungen ergaben jeweils folgende Einwohnerzahlen:
| Jahr | Einwohner |
| ---- | --------- |
| 1988 | …         |
| 2002 | 21.592    |
| 2013 | 5920      |

## Verkehr
Diouloulou ist eine Etappe auf der Nationalstraße N 5, die in Bignona von der als Transgambienne bekannten N 4 nach Nordwesten abzweigt, um die Grenze zu Gambia in Richtung der Hauptstadt Banjul zu passieren. In dieser Stadt führt eine Fähre über den Gambia und ermöglicht so eine Weiterfahrt in den Norden über Karang Poste und Kaolack in Richtung Dakar.
In Diouloulou zweigt eine Straße von der N5 nach Westen ab, die in dem an der Atlantikküste gelegenen Kafountine endet.

## Persönlichkeiten
- Abdoulaye Sané (* 1992), Fußballspieler
- Lamine Camara (* 2004), Fußballspieler
- Sadibou Sané (* 2004), Fußballspieler